# Eberstedt
Eberstedt ist eine Gemeinde im Nordosten des Landkreises Weimarer Land in Thüringen. Erfüllende Gemeinde ist die Stadt Bad Sulza.

## Lage
Die Gemeinde liegt im nordöstlichen Thüringer Becken, etwa 10 km nordöstlich der Kreisstadt Apolda. Von der Landesgrenze zu Sachsen-Anhalt, an der die erfüllende Gemeinde Bad Sulza liegt, ist Eberstedt 5 km in südöstlicher Richtung entfernt.

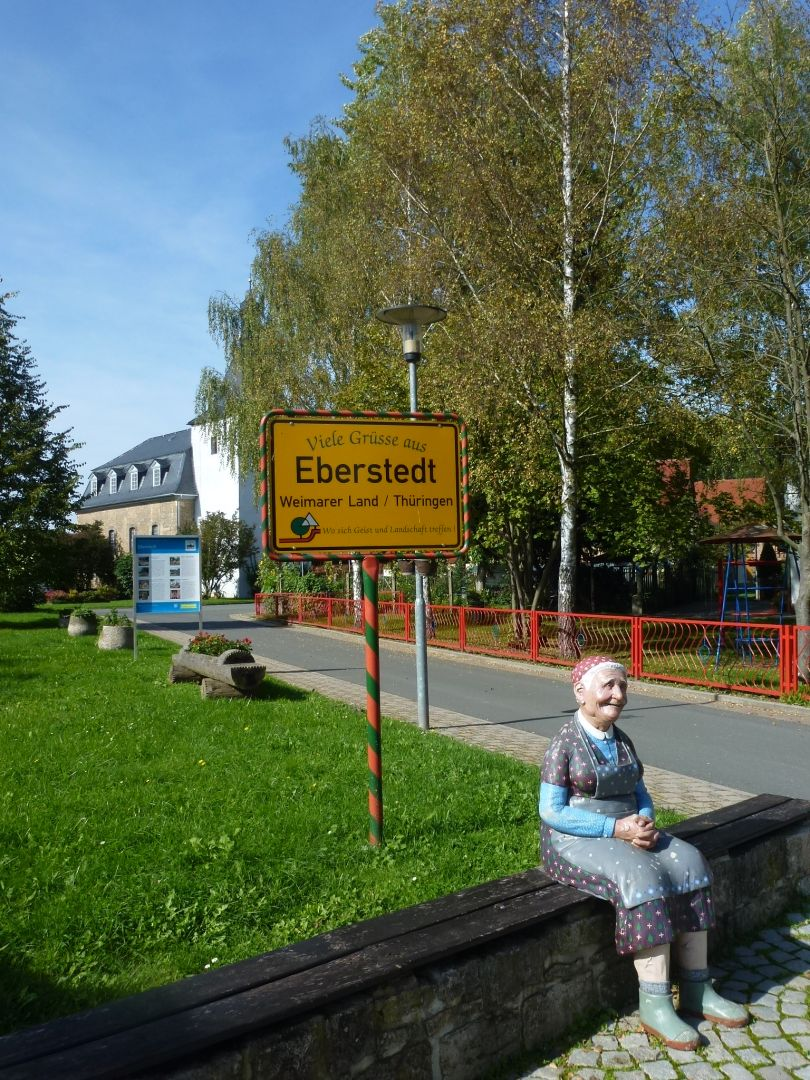
Eine Skulptur begrüßt am Ortseingang

Die Ilm verläuft unmittelbar südlich von Eberstedt, auf der gegenüberliegenden Seite des Flusses liegt die Nachbargemeinde Niedertrebra. Die Gemeinde liegt am Ilmtal-Radweg, die Kirche ist als Radwegekirche ausgewiesen.

## Verkehr
Die nächste überregionale Verkehrsverbindung stellt die Bundesstraße B 87 dar; sie ist über Apolda erreichbar.
Südlich verläuft die Thüringerbahn von Eisenach nach Halle, der nächste Haltepunkt ist Bad Sulza. Die Buslinie 285 der PVG Weimarer Land verbindet Eberstedt mit Apolda bzw. Bad Sulza.

## Geschichte
Die erste urkundliche Erwähnung des Ortes stammt aus dem Jahr 876.
Der Ort mit adliger Gerichtsbarkeit gehörte seit Mitte des 15. Jahrhunderts zum ernestinischen Amt Roßla, welches 1572 zu Sachsen-Weimar, 1603 zu Sachsen-Altenburg, 1672 wieder zu Sachsen-Weimar und 1741 zu Sachsen-Weimar-Eisenach kam. Bei der Verwaltungsreform des Großherzogtums Sachsen-Weimar-Eisenach kam der Ort 1850 zum Verwaltungsbezirk Weimar II (Verwaltungsbezirk Apolda) und 1920 zum Land Thüringen.
In den 1990er Jahren wurde am Ortsausgang neben der Ölmühle auf einem Teich ein „Schwimmendes Hüttendorf“ errichtet, wo Wanderer, Radfahrer und motorisierte Touristen ein Wochenende oder einen Urlaub verbringen können.

## Kirche
Die Dorfkirche St. Margarete, eine Chorturmkirche, besitzt einen Kirchturm aus dem Jahr 1588.

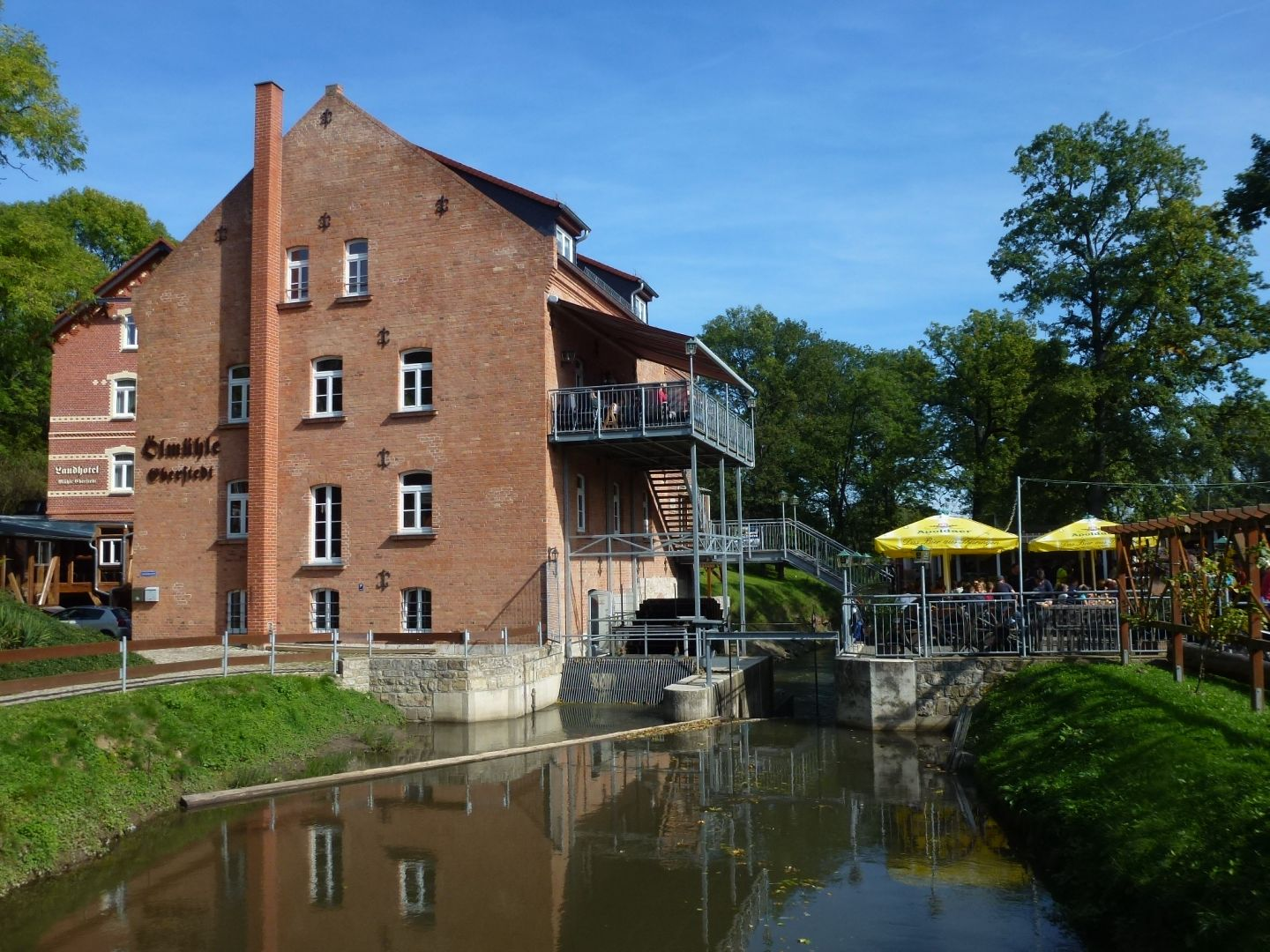
Ölmühle
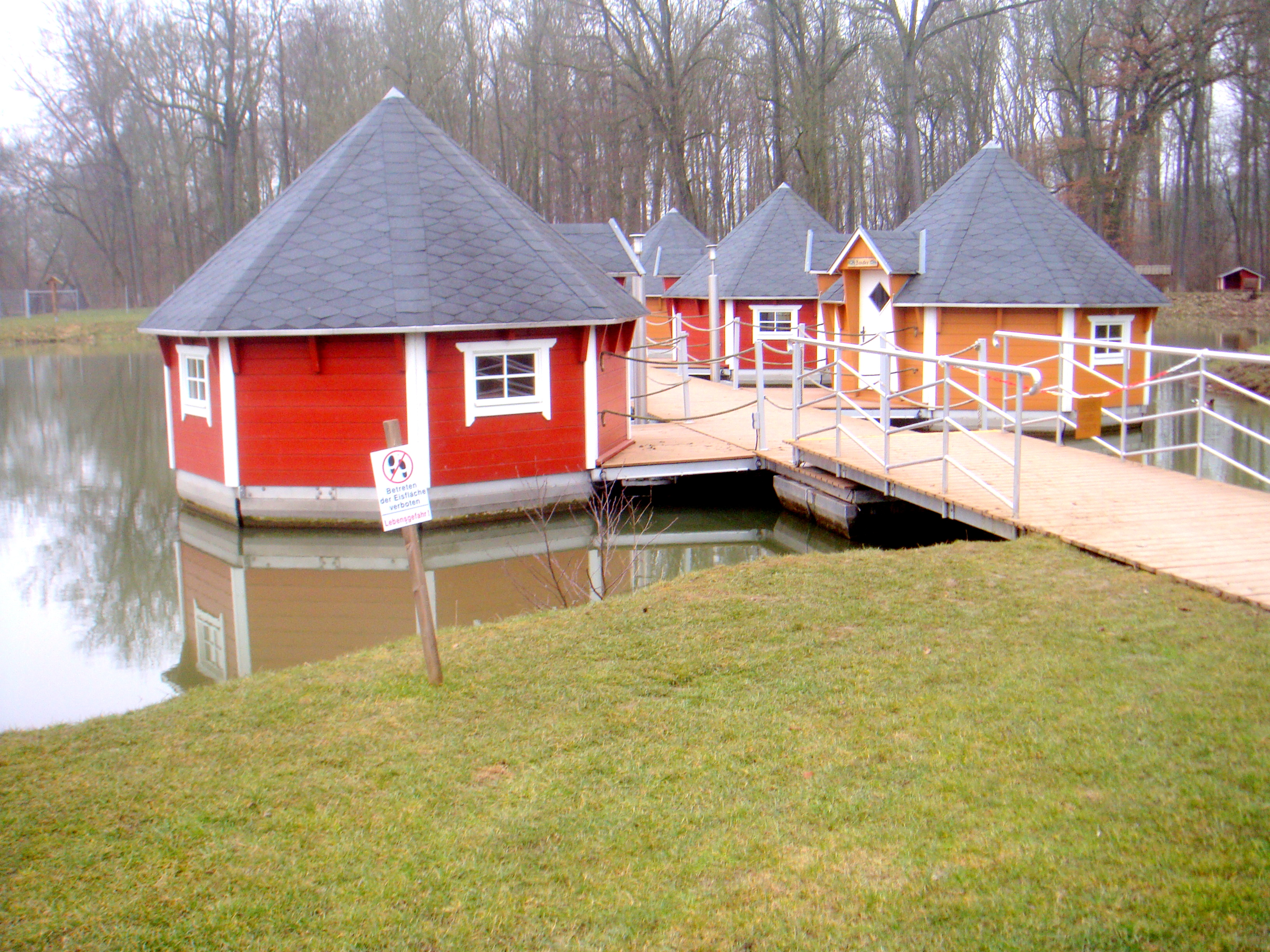
Das schwimmende Hüttendorf
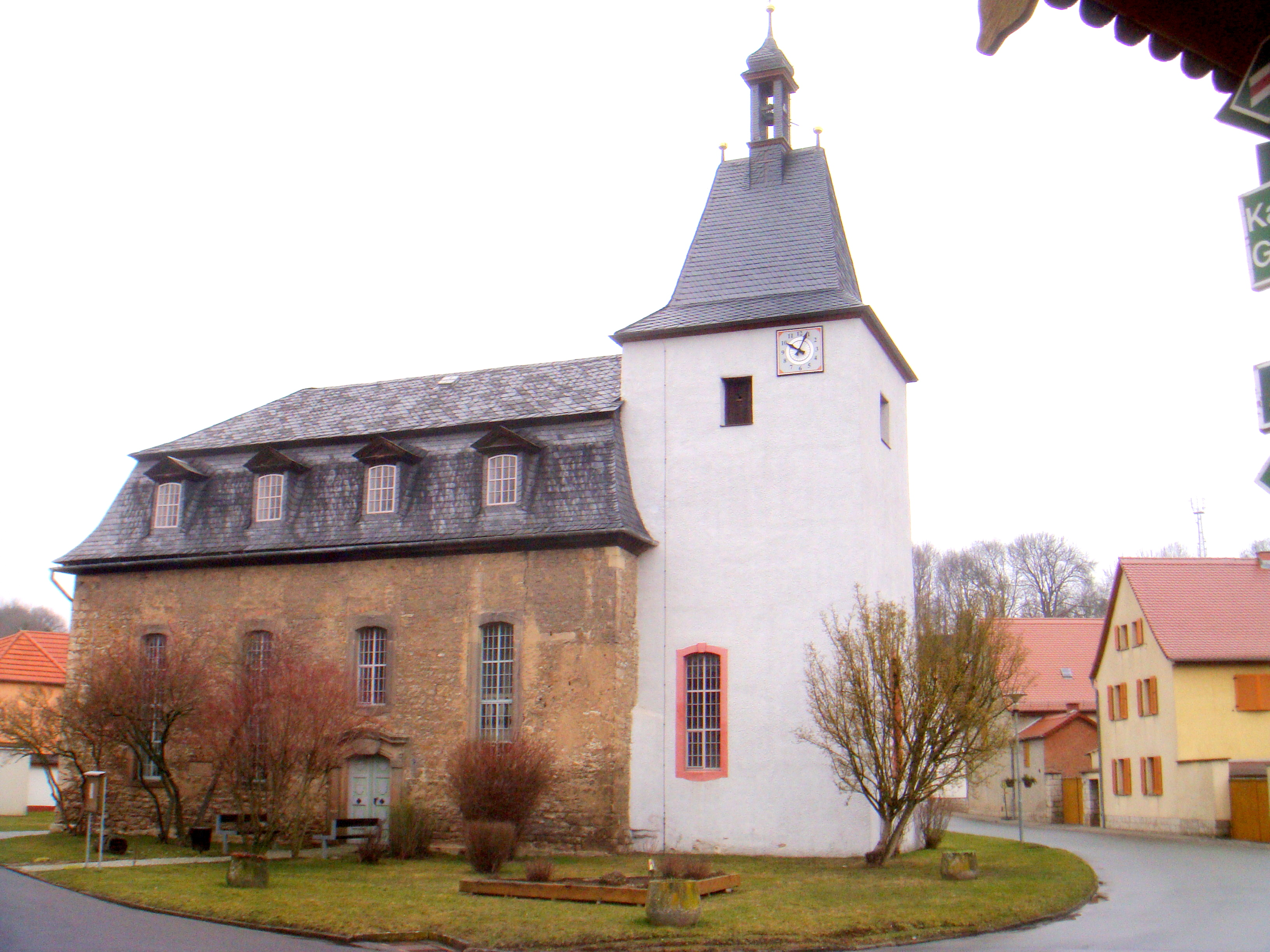
Evangelische Kirche

## Regelmäßige Veranstaltungen
Die Kirmes wird jährlich am Sonntag nach dem 13. Juli abgehalten und findet heute auf einer Tanzloge statt, die in der Region eine Rarität ist. Die Loge – früher ausschließlich ein Holzbau – wurde 1954 instand gesetzt und um die heutige Bühne verlängert.